# Bernoy-le-Château
Bernoy-le-Château is een fusiegemeente (commune nouvelle) in het Franse departement Aisne in de regio Hauts-de-France. De plaats maakt deel uit van het arrondissement Soissons. Bernoy-le-Château is op 1 januari 2023 ontstaan door de fusie van de gemeenten Berzy-le-Sec en Noyant-et-Aconin.

## Geografie
De oppervlakte van Bernoy-le-Château bedraagt 16,29 km², de bevolkingsdichtheid is dus 30  inwoners per km².

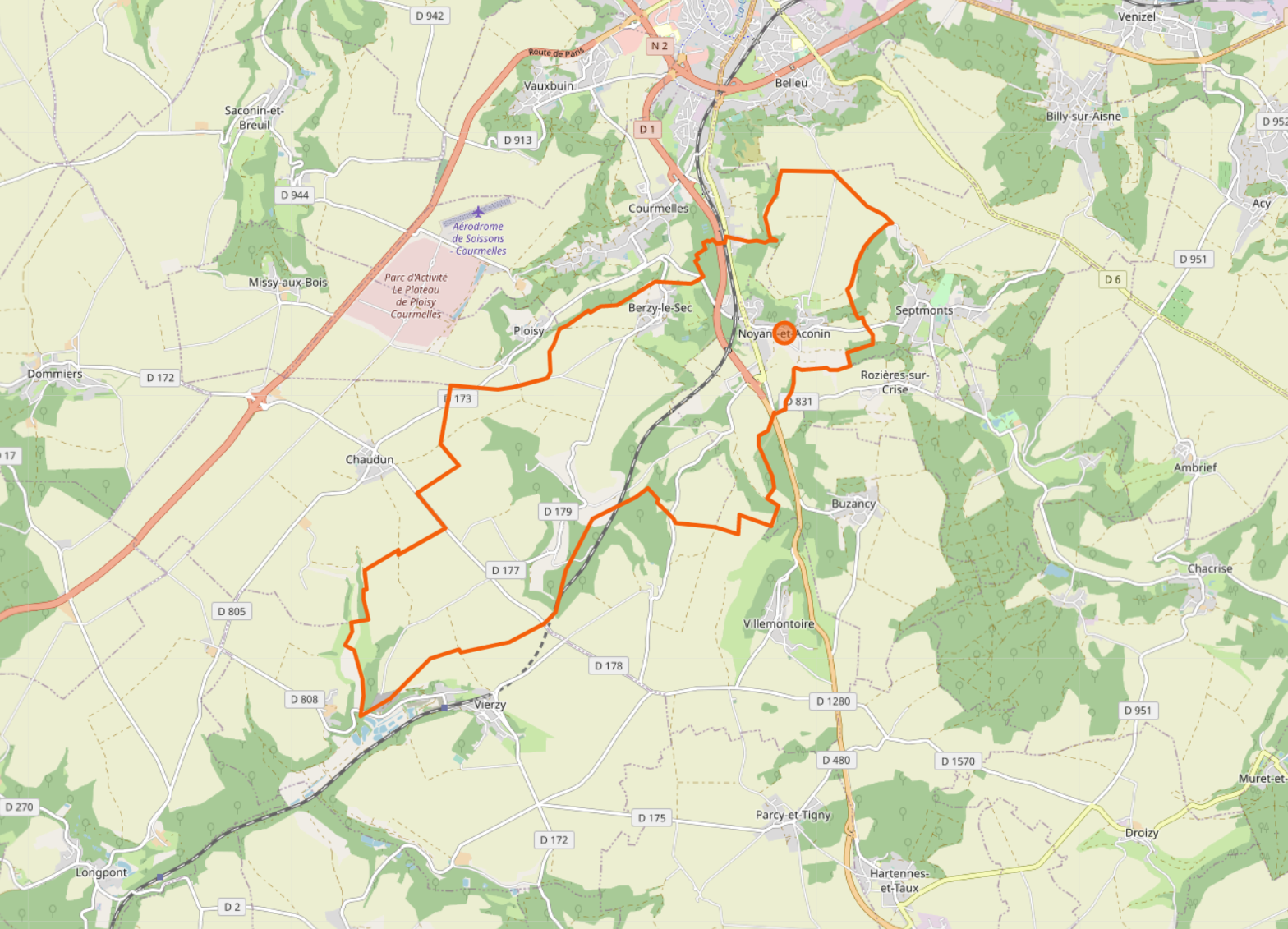
Kaart van de fusiegemeente